# Duraisamy Simon Lourdusamy
Duraisamy Simon Lourdusamy (Kalleri, 5 februari 1924 – Rome, 2 juni 2014) was een Indiaas geestelijke en een kardinaal van de Rooms-Katholieke Kerk.

## Biografie
Lourdusamy bezocht het kleinseminarie in Cuddalore. Hij studeerde daarna aan het Loyola College in Chennai en aan de Pauselijke Urbaniana Universiteit in Rome, waar hij in 1956 promoveerde in het canoniek recht. Op 21 december 1951 werd hij priester gewijd. Van 1951 tot 1962 was hij werkzaam in diverse functies in het aartsbisdom Pondicherry.
Op 2 juli 1962 werd Lourdusamy benoemd tot hulpbisschop van Bangalore en tot titulair bisschop van Sozusa in Libië. Zijn bisschopswijding vond plaats op 22 augustus 1962. Als hulpbisschop nam hij vanaf de tweede sessie deel aan het Tweede Vaticaans Concilie. Op 9 november 1964 werd hij benoemd tot aartsbisschop-coadjutor van Bangalore en tot titulair aartsbisschop van Philippi. Na het overlijden van Thomas Pothacamury op 1 november 1968 volgde Lourdusamy hem op als aartsbisschop van Bangalore.
Op 5 maart 1971 trad Lourdusamy in dienst van de Romeinse Curie; naar aanleiding hiervan trad hij op 30 april 1971 af als aartsbisschop van bangalore. Hij werkte bij de Congregatie voor de Evangelisatie van de Volkeren, waarvan hij op 26 februari 1973 secretaris werd.
Lourdusamy werd tijdens het consistorie van 25 mei 1985 kardinaal gecreëerd.  Hij kreeg de rang van kardinaal-diaken. Zijn titeldiakonie werd de Santa Maria delle Grazie alle Fornaci fuori Porta Cavalleggeri.
Op 30 oktober 1985 werd Lourdusamy benoemd tot prefect van de Congregatie voor de Oosterse Kerken, wat hij bleef tot zijn emeritaat op 24 mei 1991.
Van 5 april 1993 tot 29 januari 1996 was Lourdusamy de langstzittende kardinaal-diaken en daarmee kardinaal-protodiaken. Op 29 januari 1996 volgde – zoals gebruikelijk na een termijn van tien jaar als kardinaal-diaken – zijn promotie tot kardinaal-priester. Zijn titeldiakonie werd ook zijn titelkerk pro hac vice.

## Trivia
De naam van Duraisamy Simon Lourdusamy zou eigenlijk andersom gelezen moeten worden: Lourdusamy is feitelijk de voornaam, Simon is de voornaam van zijn vader en Duraisamy is de familienaam.
- Gemeinsame Normdatei: 1094921335
- International Standard Name Identifier: 0000 0001 1437 9136
- Library of Congress Control Number: no97074571
- Nederlandse Thesaurus van Auteursnamen: 141378247
- Istituto Centrale per il Catalogo Unico: LIGV022522
- Système universitaire de documentation: 16219014X
- Virtual International Authority File: 11916117
- WorldCat: E39PBJB8vMXkQHCWDmYkBDWxDq